# Philip Kessel
Pour les articles homonymes, voir Kessel.
Philip Joseph Kessel, dit Phil Kessel, (né le 2 octobre 1987 à Madison dans le Wisconsin aux États-Unis) est un joueur professionnel américain de hockey sur glace qui évolue au poste d'attaquant.

## Biographie
Philip Joseph Kessel naît le 2 octobre 1987 à Madison aux États-Unis de Phil et Kathy Kessel. Il est le frère de Blake et Amanda. Il fait ses débuts dans le hockey sur glace à l'âge de sept ans au sein des Madison Capitols.

### Carrière en club
Il commence sa carrière pour les Golden Gophers du Minnesota dans le championnat universitaire en 2005. Il était issu du programme de formation pour les joueurs américains.
Il finit sa saison avec les Golden Gophers avec un total de 18 buts, 33 aides et 51 points en 39 matchs. Il participe alors au repêchage d'entrée dans la Ligue nationale de hockey et est choisi par les Bruins de Boston au 5e rang derrière Erik Johnson, Jordan Staal, Jonathan Toews et Nicklas Bäckström.
L'année suivante, Kessel fait son entrée dans la LNH à l'âge de 18 ans. Il joue son premier match contre les Panthers de la Floride, amasse son premier point contre le Lightning de Tampa Bay et marque son premier but contre les Sabres de Buffalo. Il récolte finalement 11 buts et 18 passes à sa première saison, le tout en 70 matchs. Il est également invité à prendre part au 55e Match des étoiles de la LNH avec les recrues et il marque trois fois en plus d'être crédité d'une aide.
Kessel est absent du 11 décembre au 9 janvier en raison d'un cancer des testicules et rate 11 matchs consécutifs à cause de la maladie. À la fin de la saison, il gagne le trophée Bill-Masterton remis annuellement au joueur ayant démontré le plus de qualité de persévérance et d’esprit sportif.
Le 1er juillet 2015, il est échangé avec  l'attaquant Tyler Biggs et le défenseur Tim Erixon, en plus d'un choix conditionnel de deuxième tour aux Penguins de Pittsburgh contre Kasperi Kapanen et Scott Harrington ainsi que l'ailier Nick Spaling, en plus d'un choix de troisième tour et d'un autre conditionnel de premier tour.
En 2016, il remporte la Coupe Stanley avec les Penguins, puis de nouveau en 2017.
Le 29 juin 2019, il est échangé aux Coyotes de l'Arizona avec le défenseur Dane Birks et un choix de 4e ronde en 2021 en retour de Alex Galchenyuk et de Pierre-Olivier Joseph.
À la fin de la saison 2021-2022, il ne reçoit pas de nouvelle offre de contrat de la part des Coyotes et devient agent libre sans compensation, le 13 juillet 2022. Environ un mois plus tard, le 24 août, il signe une entente de 1 an avec les Golden Knights de Vegas.
Le 25 octobre 2022, en jouant son 990e match d'affilée, Kessel devient le nouvel homme de fer de la LNH, dépassant ainsi le record de Keith Yandle. Cette séquence a débuté le 3 novembre 2009 alors qu'il jouait son premier match avec les Maple Leafs de Toronto.  Cette soirée est aussi mémorable pour lui parce qu'il compte son 400e but en carrière. Le 17 novembre 2022, il joue son 1000e match consécutif lors d'une victoire des Golden Knights de Vegas de 4-1 sur les Coyotes de l'Arizona. Étant agent libre en début de la saison 2023-2024, sa séquence vient à terme puisqu'il ne réussit pas à obtenir un contrat dans la LNH.

### Carrière internationale
Il représente les États-Unis lors des compétitions internationales suivantes :
- Championnat du monde moins de 18 ans :
  - 2004 : il est sélectionné dans l'équipe type du tournoi et remporte la médaille d'argent ;
  - 2005 : il est sacré meilleur attaquant, meilleur pointeur et dans l'équipe type du tournoi. Il remporte également la médaille d'or.
- Championnat du monde junior :
  - 2005 : Quatrième place pour les États-Unis ;
  - 2006 : meilleur pointeur et quatrième place pour les États-Unis.
- Championnat du monde :
  - 2006 ;
  - 2007.

## Parenté dans le sport
Il est le frère d'Amanda Kessel, double médaillée olympique avec l'équipe nationale féminine de hockey et de Blake Kessel, qui joue pour le HC Košice. Il est également cousin avec David Moss.

## Statistiques

### En club
| Saison     | Équipe                      | Ligue      |       | Saison régulière | Saison régulière | Saison régulière | Saison régulière | Saison régulière |    | Séries éliminatoires | Séries éliminatoires | Séries éliminatoires | Séries éliminatoires | Séries éliminatoires |
| Saison     | Équipe                      | Ligue      | PJ    | B                | A                | Pts              | Pun              | PJ               | B  | A                    | Pts                  | Pun                  |                      |                      |
| 2001-2002  | Capitols de Madison         | BAAA       | 86    | 176              | 110              | 286              | -                | -                | -  | -                    | -                    | -                    |                      |                      |
| 2002-2003  | Capitols de Madison         | MAAA       | 71    | 113              | 45               | 158              | -                | -                | -  | -                    | -                    | -                    |                      |                      |
| 2003-2004  | NT Development Program      | U17        | 62    | 52               | 30               | 82               | 26               | -                | -  | -                    | -                    | -                    |                      |                      |
| 2004-2005  | NT Development Program      | U18        | 47    | 52               | 46               | 98               | 35               | -                | -  | -                    | -                    | -                    |                      |                      |
| 2005-2006  | Golden Gophers du Minnesota | WCHA       | 39    | 18               | 33               | 51               | 28               | -                | -  | -                    | -                    | -                    |                      |                      |
| 2006-2007  | Bruins de Boston            | LNH        | 70    | 11               | 18               | 29               | 12               | -                | -  | -                    | -                    | -                    |                      |                      |
| 2006-2007  | Bruins de Providence        | LAH        | 2     | 1                | 0                | 1                | 2                | -                | -  | -                    | -                    | -                    |                      |                      |
| 2007-2008  | Bruins de Boston            | LNH        | 82    | 19               | 18               | 37               | 28               | 4                | 3  | 1                    | 4                    | 2                    |                      |                      |
| 2008-2009  | Bruins de Boston            | LNH        | 70    | 36               | 24               | 60               | 16               | 11               | 6  | 5                    | 11                   | 4                    |                      |                      |
| 2009-2010  | Maple Leafs de Toronto      | LNH        | 70    | 30               | 25               | 55               | 21               | -                | -  | -                    | -                    | -                    |                      |                      |
| 2010-2011  | Maple Leafs de Toronto      | LNH        | 82    | 32               | 32               | 64               | 24               | -                | -  | -                    | -                    | -                    |                      |                      |
| 2011-2012  | Maple Leafs de Toronto      | LNH        | 82    | 37               | 45               | 82               | 20               | -                | -  | -                    | -                    | -                    |                      |                      |
| 2012-2013  | Maple Leafs de Toronto      | LNH        | 48    | 20               | 32               | 52               | 18               | 7                | 4  | 2                    | 6                    | 2                    |                      |                      |
| 2013-2014  | Maple Leafs de Toronto      | LNH        | 82    | 37               | 43               | 80               | 27               | -                | -  | -                    | -                    | -                    |                      |                      |
| 2014-2015  | Maple Leafs de Toronto      | LNH        | 82    | 25               | 36               | 61               | 30               | -                | -  | -                    | -                    | -                    |                      |                      |
| 2015-2016  | Penguins de Pittsburgh      | LNH        | 82    | 26               | 33               | 59               | 18               | 24               | 10 | 12                   | 22                   | 4                    |                      |                      |
| 2016-2017  | Penguins de Pittsburgh      | LNH        | 82    | 23               | 47               | 70               | 20               | 25               | 8  | 15                   | 23                   | 2                    |                      |                      |
| 2017-2018  | Penguins de Pittsburgh      | LNH        | 82    | 34               | 58               | 92               | 36               | 12               | 1  | 8                    | 9                    | 2                    |                      |                      |
| 2018-2019  | Penguins de Pittsburgh      | LNH        | 82    | 27               | 55               | 82               | 28               | 4                | 1  | 1                    | 2                    | 2                    |                      |                      |
| 2019-2020  | Coyotes de l'Arizona        | LNH        | 70    | 14               | 24               | 38               | 22               | 9                | 1  | 3                    | 4                    | 4                    |                      |                      |
| 2020-2021  | Coyotes de l'Arizona        | LNH        | 56    | 20               | 23               | 43               | 12               | -                | -  | -                    | -                    | -                    |                      |                      |
| 2021-2022  | Coyotes de l'Arizona        | LNH        | 82    | 8                | 44               | 52               | 40               | -                | -  | -                    | -                    | -                    |                      |                      |
| 2022-2023  | Golden Knights de Vegas     | LNH        | 82    | 14               | 22               | 36               | 30               | 4                | 0  | 2                    | 2                    | 2                    |                      |                      |
| Totaux LNH | Totaux LNH                  | Totaux LNH | 1 286 | 413              | 579              | 992              | 402              | 100              | 34 | 49                   | 83                   | 24                   |                      |                      |

### En équipe nationale
| Année | Compétition                          |   | PJ | B  | A  | Pts | Pun | +/-               |  | Résultat |
| 2004  | Championnat du monde moins de 18 ans | 6 | 7  | 3  | 10 | 6   | +3  | Médaille d'argent |  |          |
| 2005  | Championnat du monde junior          | 7 | 4  | 2  | 6  | 2   | -1  | Quatrième place   |  |          |
| 2005  | Championnat du monde moins de 18 ans | 6 | 9  | 7  | 16 | 2   | +10 | Médaille d'or     |  |          |
| 2006  | Championnat du monde junior          | 7 | 1  | 10 | 11 | 2   | 0   | Quatrième place   |  |          |
| 2006  | Championnat du monde                 | 7 | 1  | 1  | 2  | 2   | +2  | Septième place    |  |          |
| 2007  | Championnat du monde                 | 7 | 2  | 5  | 7  | 6   | +1  | Quatrième place   |  |          |
| 2008  | Championnat du monde                 | 7 | 6  | 4  | 10 | 6   | 0   | Sixième place     |  |          |
| 2010  | Jeux olympiques                      | 6 | 1  | 1  | 2  | 0   | +2  | Médaille d'argent |  |          |
| 2014  | Jeux olympiques                      | 6 | 5  | 3  | 8  | 4   | +6  | Quatrième place   |  |          |

## Trophées et honneurs personnels

### Western Collegiate Hockey Association
- 2006 : nommé recrue de l'année
- 2006 : nommé dans l'équipe d'étoiles des recrues

### Ligue nationale de hockey
- 2006-2007 :
  - récipiendaire du trophée Bill-Masterton
  - participe au Match des Jeunes Étoiles de la LNH
- 2010-2011 : participe au 58e Match des étoiles de la LNH (1)
- 2011-2012 : participe au 59e Match des étoiles de la LNH (2)
- 2014-2015 : participe au 60e Match des étoiles de la LNH (3)
- 2015-2016 : remporte la coupe Stanley avec les Penguins de Pittsburgh (1)
- 2016-2017 : remporte la coupe Stanley avec les Penguins de Pittsburgh (2)
- 2022-2023 : remporte la coupe Stanley avec les Golden Knights de Vegas (3)